# Cristiane de Morais Smith Lehner
Cristiane de Morais Smith Lehner (, 12 de fevereiro de 1964) é uma física teórica brasileira, pesquisadora no Institute for Theoretical Physics da Universidade de Utrecht, estudando física da matéria condensada, átomos ultra-resfriados e sistemas fortemente correlacionados.
Casou com Stefan Lehner, cidadão suíço, em setembro de 2002.
É autora ou co-autora de mais de 100 publicações científicas, incluindo artigos em Nature Communications, Physical Review e Physical Review B, onde diversos de seus artigos foram reconhecidos como Editors Choice e Scientific Highlights. Seus trabalhos tem acima de 2700 citações (situação em setembro de 2019).
É editora do European Journal of Physics B.

## Formação
Obteve um bacharelado em física na Universidade Estadual de Campinas em 1985, onde obteve um mestrado em 1989, orientada por Amir Ordacgi Caldeira, com a dissertação The  Effect  of  the  Initial  Preparation  to  Describe  the  Dynamics  of  a Quantum Brownian Particle. Continuou orientada por Caldeira obtendo um doutorado em 1994, com a tese Quantum and Classical Creep of Vortices Intrinsically Pinned in High-Temperature Superconductors. Muito de seu trabalho de doutorado foi completado no Instituto Federal de Tecnologia de Zurique (ETH Zurich), onde trabalhou com Gianni Blatter.

## Carreira
Começando em março de 1986, foi professora de francês na TELEBRAS), em Campinas, até que em dezembro de 1988 tornou-se brevemente proprietária e professora de uma escola de francês.
De 1989 a 1994, durante seu doutorado, aceitou um cargo de professora permanente no Departamento de Física da Universidade Estadual Paulista em Bauru. Durante este tempo foi também cientista visitante no grupo Condensed Matter no Centro Internacional de Física Teórica (ICTP) em Trieste, bem como estudante de doutorado convidada no ETH Zurich.
Após obter o doutorado esteve no pós-doutorado no Institute of Theoretical Physics, ETH Zurich. Em 1995 foi para o Institute of Theoretical Physics da Universidade de Hamburgo, Alemanha, como assistente de pesquisas. Em 1998 começou a trabalhar no Institute of Theoretical Physics da Universidade de Friburgo, Suíça, em uma posição de lecturer, onde foi em 2001 professora associada. 
É desde 2004 full professor na Universidade de Utrecht, Países Baixos.
Em 2016 recebeu o Prêmio Dresselhaus, "for her outstanding contribution to the understanding of topological phases in two-dimensional atomic and electronic systems".